# Thugatêr
Thugatêr was een Nederlandse belangenvereniging voor leraressen. De naam komt van het Griekse θυγάτηρ, dochter of vrouwelijke slaaf. De vereniging werd in december 1893 opgericht in Amsterdam. Er was een verenigingspand (en hotel) aan de Keizersgracht, nummer 165. De verenigingspand was geen lang leven beschoren: op 31 maart 1904 stond in Het Nieuws van de Dag een advertentie voor de openbare veiling van de inboedel van Huize Thugatèr.